# Bob Fosse

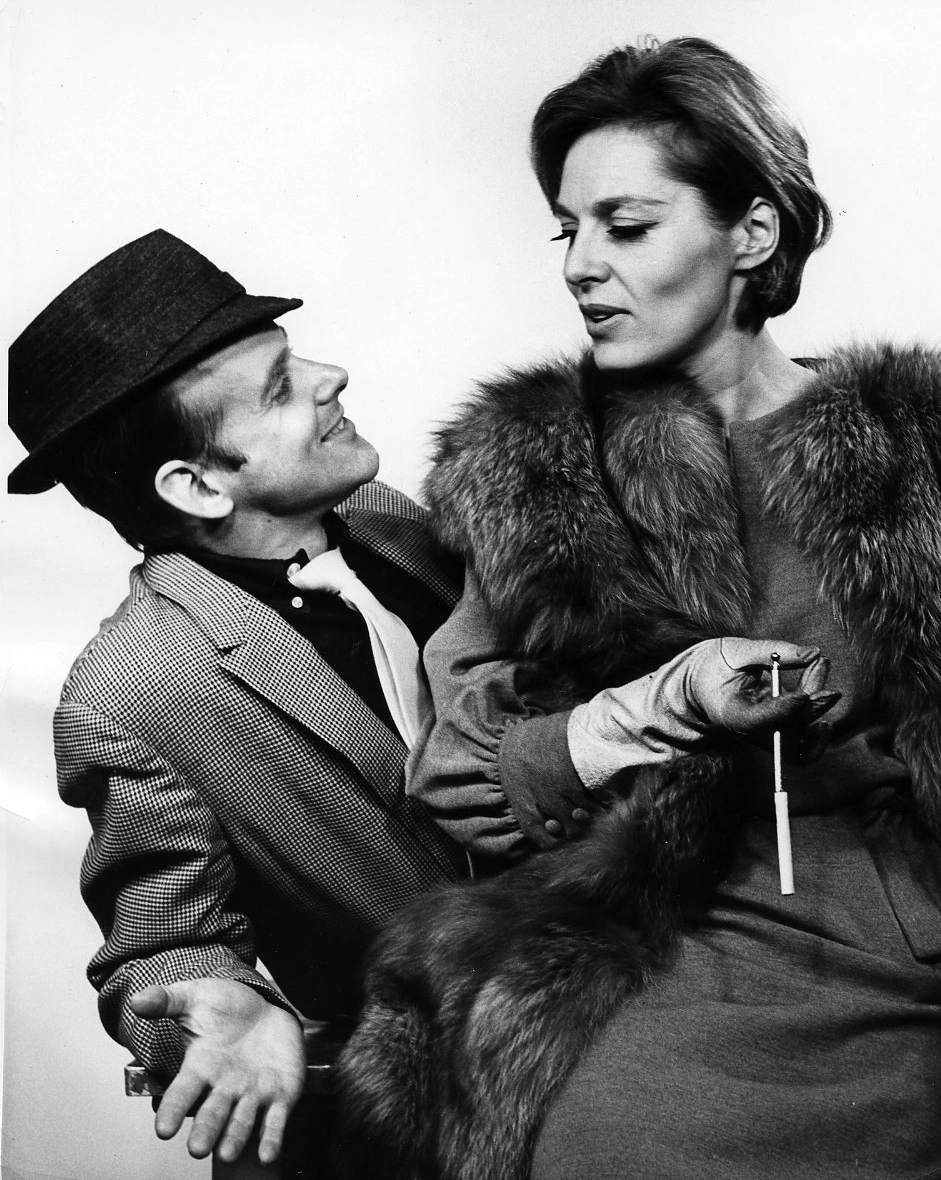
Bob Fosse och Viveca Lindfors 1963.

Robert Louis “Bob” Fosse, född 23 juni 1927 i Chicago, Illinois, död 23 september 1987 i Washington, D.C., var en amerikansk regissör, koreograf och dansare.
Han blev berömd för att ha regisserat filmen Cabaret med Liza Minnelli och Joel Grey, för vilken han också fick en Oscar 1972. Han hade dessförinnan regisserat flera musikaler, bland andra Sweet Charity (1966), Pippin (1972) - för viken han fick en Tony 1972 - och Chicago 1975. Andra filmer han regisserat är bland annat Sweet Charity (1969) och All That Jazz (1979).
Fosse regisserade också Liza Minnellis världskända scenshow Liza with a "Z". Musikalen om hans liv, "Fosse", fick en Tony som bästa musikal 1999.
Efter Bob Fosses död har det pågått diskussioner kring om Michael Jackson har tagit inspiration från Fosse till sina egna dansrörelser.

## Filmografi i urval
- 1969 – Sweet Charity
- 1972 – Cabaret
- 1974 – Lenny Bruce
- 1979 – Showtime
- 1983 – Star 80